# Gitanes
Gitanes (з французької «циганка») — культова марка французьких сигарет, заснована у 1910 році і зараз належить групі Imperial Tobacco. Вона є своєрідною частиною французького стилю, а у вісімдесяті роки XX століття була також елементом певного артистично-літературного іміджу, оскільки багато представників творчих кіл того часу віддавали перевагу сигаретам цієї марки.
Гасло: Житан. Непереборний шарм
Gitanes цінуються за свій міцний смак та якість. Спочатку позиціонувались на ринку як brun — цигарки із чорного тютюну, «кусючий» аромат яких досягався за допомогою спеціальної fire-flued технології висушування тютюну та його загортання у так званий «рисовий папір», але пізніше з'явились blondes. Так отримувався сильний та міцний присмак, що відрізнявся від більшості аналогічних марок.
Упаковка сигарет традиційно оформлена в одному із трьох кольорів: чорний, синій або білий.
Gitanes Blondes існують у легкій та класичній версіях, Gitanes Brunes можна придбати з фільтром та без фільтру, у 70-міліметровій версії.

## Створення

### Формування дизайну
За історією, французькі солдати перейняли звичку палити в Іспанії, і французи почали випускати сигарети з 1842 року, часто даючи назви іспанського походження: Les Espagnoles, Les Hidalgos та Les Madrilènes. Марка Gitanes була створена у 1910 і також має іспанський натяк: на пачці зображена танцівниця фламенко з віялом та тамбурином.
Стиль та ідею першої пачки Gitanes створив у 1927 році Моріс Жіо. Саме він помістив на пачку іспанську символіку: віяло та тамбурин.
Під час Другої світової війни марку представляла танцююча циганка, яку створив дизайнер А.Моллюсон. Цю ідею розвинув далі Макс Понті, який виграв у 1947 році конкурс на найкращий дизайн для торгової марки, сьогодні це єдина у світі марка сигарет, створена за мотивами картини. З тих пір змінювався розмір зображення, але основна лінія лишалась незмінною. Відома усім циганка зображена з тамбурином, піднятим над головою, на фоні темного неба і у хвилях диму.

### Хронологія розвитку бренду
- 1910: Перша поява Gitanes, без фільтру, доступні у трьох варіантах (Gitanes Caporal ordinaire, Gitanes Vizir, та Gitanes Maryland)
- 1918: Перша поява Gitanes Maïs — відрізняються тим, що замість рисового паперу використовувалось листя маїсу, яке забезпечувало сильний смак та жовтий колір цигарок. Користувались успіхом в сільській місцевості
- 1956: Поява перших Gitanes з фільтром (Gitanes Vizir)
- 1966: завершення випуску Gitanes Maryland
- 1981: На ринку з'являється легка версія
- 1986: Випущена перша версія Blondes, яка стала провалом в комерційному плані
- 1988: Перший випуск extra light версії
- 1991: Випущені Gitanes ultra light
- 1990/91: одночасний випуск нових версій Blondes та ultra light.
- 1999: злиття SEITA та Spanish Tabacalera, які разом утворили Altadis
- 2005: виробництво Gitanes повністю перемістилось із Франції до Росії та Іспанії через ріст податкових зборів на тютюнову продукцію
- 2008: британський концерн Imperial Tobacco купив Altadis за 16.2 мільярди доларів

## Види сигарет
- Gitanes
- Gitanes Maïs
- Gitanes Filtre Maïs
- Gitanes Filtre
- Gitanes Filtre Bleue (légère)
- Gitanes Filtre Bleue et Blanc (super légère)
- Gitanes Filtre Blanc (ultra légère)
- Gitanes Internationales
- Gitanes Blondes bleue
- Gitanes Blondes blanc (légère)

## Вміст шкідливих речовин в сигаретах деяких видів Gitanes
| Gitanes      | Gitanes  | Gitanes Filtre | Gitanes Filtre | Gitanes Blondes сині | Gitanes Blondes сині                                                                                                | Gitanes Blondes білі | Gitanes Blondes білі                                                                                                |
| ------------ | -------- | -------------- | -------------- | -------------------- | --- | -------------------- | --- |
| Осад         | 9,8 мг   | Осад           | 10 мг          | Осад                 | 10,8 мг | Осад                 | 7 мг |
| Нікотин      | 0,59 мг  | Нікотин        | 0,7 мг         | Нікотин              | 0,88 мг | Нікотин              | 0,6 мг |
| Окис вуглецю | 8,4 мг   | Окис вуглецю   | 10 мг          | Окис вуглецю         | 10 мг | Окис вуглецю         | 9 мг |
| Додатки      | Целюлоза | Додатки        | Целюлоза       | Додатки              | Гліцерин, сахароза, целюлоза, пропіленгліколь, кленовий сироп, інвертний цукор, сорбіт, лакриця, ароматизатор, азот | Додатки              | Гліцерин, сахароза, целюлоза, пропіленгліколь, кленовий сироп, інвертний цукор, сорбіт, лакриця, ароматизатор, азот |

## Відомі прихильники марки
- Серж Генсбур практично не розлучався з пачкою Gitanes. У своїй пісні Dieu est un fumeur de havane, яку він виконував разом із Катрін Денев, є рядки: «Ти є ніхто інший як курець Gitanes». І сьогодні прихильники приносять на його могилу сигарети цієї марки.
- Кармело Бене, театральний діяч
- Жак Превер, письменник та кінодіяч
- Альбер Камю, письменник та філософ
- Джон Ленон, учасник гурту The Beatles, за легендою, випалював Gitanes перед виступом, щоб зробити свій голос грубішим[4].
- Слеш, гітарист гурту Guns'N'Roses
- Ален Делон, актор палить Gitanes Filtre на екрані та у житті
- Джонні Холідей, співак, актор, музикант, є також давнім прихильником Gitanes Filtre
- Луїс Бунюель, режисер
- Джим Моррісон, лідер гурту «The Doors»
- Жан Габен, французький актор, палив Gitanes та чергував їх із Craven
- Девід Бові, британський рок-музикант
- Жак Брель, бельгійський співак, випалював до п'яти пачок на день, це приблизно 1 сигарета кожні 10 хвилин
- Семюел Беккет, ірландський письменник
- Джанго Рейнхардт, джазовий гітарист
- Анна Каріна, данська та французька акторка
- Коко Шанель, відома кутюр'є

Художні персонажі:
- Памва, головний персонаж оповідання «Відчуття присутності» Тараса Прохаська (збірка «Лексикон таємних знань»): «Жетану давно не було в їхньому місті. Заради жетану Памва прийшов сьогодні вранці на вокзал задовго до поїзда. Йому сказали, що у котрійсь з нічних крамничок навколо вокзалу зʼявилися його улюблені сиґарети.»
- Порко Россо, головний персонаж однойменного фільму Хаяо Міядзакі, палить Gitanes. Утім, зображена на столі Порко пачка з танцюючою циганкою є анахронізмом: на ній використано дизайн Макса Понті, який використовується з 1947 року, у той час як події в фільмі розгортаються у 1929-му. З 1927 по 1943 Gitanes використовували дизайн Моріса Жио, з віялом, тамбурином та апельсинами.
- Arsène Lupin III, персонаж однойменної манґи
- Такумі Ічіноза з манґи «Нана»
- Манфред фон Рітгофен, відомий також як Червоний Барон з фільму Ніколая Мюллершофа «Червоний Барон», також палить Gitanes

## Автоспорт
У 1976 року SEITA разом із маркою Gitanes виступила генеральним спонсором команди Формули 1 «Ligier», яка того року називалась «Équipe Ligier-Gitanes»